# Svazek obcí mikroregionu Kněževes
Svazek obcí mikroregionu Kněževes je dobrovolný svazek obcí podle zákona v okresu Rakovník, jeho sídlem je Kněževes a jeho cílem je rozvoj mikroregionu, ÚP, životního prostředí a cestovního ruchu. Sdružuje celkem 10 obcí a byl založen v roce 1999.

## Obce sdružené v mikroregionu
- Kněževes
- Olešná
- Chrášťany
- Přílepy
- Kolešovice
- Hořesedly
- Svojetín
- Děkov
- Kolešov
- Hořovičky